# Loyno

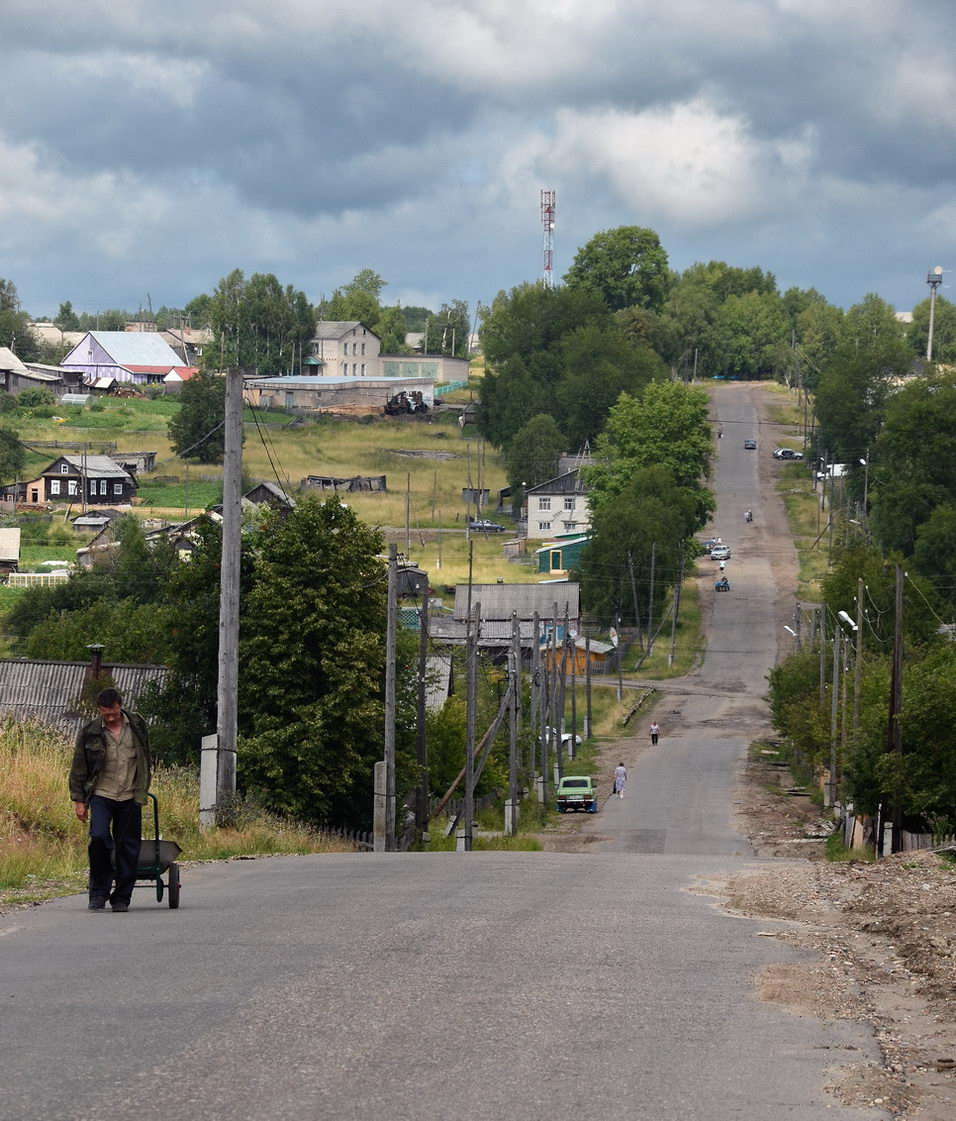
Rua de Loyno, Oblast de Kirov

Loyno (em russo:  Ло́йно) é uma vila (selo) no distrito de Verkhnekamsky, no Oblast de Kirov, Rússia, localizado a cerca de 240 km a nordeste da cidade de Kirov, ao longo do rio Kama.  Código postal: 612834; código telefônico: (+7) 83339.